# 国家历史地标
国家历史地标（或译为国家历史名胜）是指由美国政府因其历史重要性而予以官方认可的建筑、遗址、区域、构筑物或物品。在美国国家史迹名录收录的超过9万处史迹中，只有约2,500处（约占3%）被认定为国家历史地标。
国家历史地标区可能包括建筑、构筑物、遗址或物品等贡献性资产，也可能包括非贡献性资产。这些贡献性财产本身可能被单独列入国家历史地标或国家史迹名录，也可能未被单独列入。

## 历史
在1935年之前，美国国会通过零星的努力来保护具有国家重要意义的文化遗产。1935年，国会通过了《历史古迹法》，该法授权内政部长机构正式记录整理历史遗产，指定具有“国家历史意义”的财产，并授权国家公园管理局管理具有历史意义的联邦所有财产。在接下来的几十年中，诸如“美国历史建筑调查”之类的调查在称为“历史遗址调查”的计划中收集了有关文化和建筑上重要属性的信息。
根据该法案认定的多数遗产被列为国家历史遗址，但1935年12月20日首个认定项目是密苏里州圣路易斯的杰斐逊国家扩张纪念公园（现称圣路易斯拱门国家公园），属于国家纪念地类别。1938年3月17日，塞勒姆海事国家历史遗址成为首个国家历史遗址认定项目。
1960年，国家公园管理局开始系统管理依据该法案收集的调查数据，国家历史地标计划逐渐形成规范体系。1966年国家史迹名录建立时，国家历史地标计划被纳入其中，相关认定程序和规则得以规范化。由于列入名录（无论是国家史迹名录还是国家历史地标）常会触发地方保护法规，1980年的立法修正案要求认定必须获得财产所有者同意。
1960年10月9日，内政部长弗雷德·A·西顿宣布92处地点、财产或区域具备国家历史地标认定资格。在获得所有者或责任方同意后，这92处地点均被视为自1960年起正式列入。

## 标准
美国内政部长指定国家历史地标的依据包括以下标准：
- 具有国家意义的重大历史事件发生地
- 杰出人物生活或工作过的地点
- 体现塑造国家精神的重要象征
- 设计或建筑方面的杰出典范
- 反映特定生活方式的典型区域
- 能提供重要信息的考古遗址

## 现有国家历史地标
目前全美已认定超过2500处国家历史地标，绝大多数位于美国本土。所有50个州及华盛顿特区均有分布，其中宾夕法尼亚、马萨诸塞和纽约三州的地标数量占全国总量近25%。这三个州内的费城、波士顿和纽约市三座城市各自拥有的地标数量，均超过了全美50个州中的40个州，仅纽约市一地拥有的地标数量就超过了除弗吉尼亚、加利福尼亚、宾夕法尼亚、马萨诸塞和纽约州之外的所有州。华盛顿特区拥有74处国家历史地标。
部分地标位于美国海外领地、自由邦、联系邦及外国境内：波多黎各、维尔京群岛等海外领地和自由邦有15处；密克罗尼西亚联邦等美国联系邦有5处；摩洛哥境内有1处。另有超过100艘船舶或沉船获此认定。
约半数国家历史地标为私人所有。国家历史地标计划接受美国国家公园管理局的新地标提名建议，该机构也参与地标维护工作。由业主和管理者组成的非营利组织“国家历史地标管理协会”致力于地标的保护、维护和推广。
若某处地标尚未列入国家史迹名录，在认定为国家历史地标时将自动增补入名录——约3%的史迹名录条目属于国家历史地标。华盛顿特区存在三项法定例外：白宫、美国国会大厦和美国最高法院大楼虽被认定为地标，但未列入史迹名录。